# Narodowy Spis Powszechny 1950
Narodowy Spis Powszechny 1950 – pierwszy po II wojnie światowej spis powszechny w Polsce.
Spis został przeprowadzony 3 grudnia 1950 według stanu o północy z 2 na 3 grudnia 1950, na podstawie rozporządzenia Rady Ministrów z dnia 26 lipca 1950. Uchwałę w sprawie podjęcia przygotowań do spisu Rada podjęła już 10 sierpnia 1949.
Spis objął cztery bloki tematyczne (spis ludności z uwzględnieniem zawodów, spis zamieszkanych mieszkań, spis zamieszkanych budynków [nieruchomości] i spis gospodarstw rolnych), zawierał m.in. pytania o miejsce zamieszkania w chwili wybuchu II wojny światowej w 1939, fakt uczęszczania do szkoły oraz umiejętność czytania i pisania.
Zgodnie z wynikami spisu, liczba ludności Polski w 1950 wynosiła 25 008 179 osób. Wyniki spisu zostały opublikowane w latach 1954–1959 w 28 tomach.

## Ludność według województw
Źródło danych: NSP 1950 ↓, s. 3.
- W tabeli uwzględniono podział administracyjny obowiązujący w dniu 15 maja 1951[6].
- W tabeli nie uwzględniono 394 495 osób[4].

| Województwo       | Liczba ludności | Liczba ludności | Liczba ludności |
| Województwo       | ogółem          | w miastach      | na wsi          |
| ----------------- | --------------- | --------------- | --------------- |
| białostockie      | 954 815         | 214 189         | 740 626         |
| bydgoskie         | 1 451 050       | 616 293         | 834 757         |
| gdańskie          | 930 448         | 539 463         | 390 985         |
| katowickie        | 2 721 951       | 1 720 293       | 1 001 658       |
| kieleckie         | 1 633 188       | 299 416         | 1 333 772       |
| koszalińskie      | 518 354         | 176 722         | 341 632         |
| krakowskie        | 2 113 498       | 655 270         | 1 458 228       |
| lubelskie         | 1 610 068       | 285 195         | 1 324 873       |
| łódzkie           | 1 453 431       | 385 379         | 1 068 052       |
| Łódź (miasto)     | 620 183         | 620 183         | nd.             |
| olsztyńskie       | 689 376         | 201 948         | 487 428         |
| opolskie          | 809 529         | 221 307         | 588 222         |
| poznańskie        | 2 105 189       | 864 513         | 1 240 676       |
| rzeszowskie       | 1 367 472       | 234 426         | 1 133 046       |
| szczecińskie      | 529 295         | 296 045         | 233 250         |
| Warszawa (miasto) | 803 888         | 803 888         | nd.             |
| warszawskie       | 2 042 425       | 420 334         | 1 622 091       |
| wrocławskie       | 1 698 911       | 842 466         | 856 445         |
| zielonogórskie    | 560 613         | 207 924         | 352 689         |
| Polska            | 24 613 684      | 9 605 254       | 15 008 430      |

## Wybrana bibliografia
- Narodowy Spis Powszechny z dnia 3 grudnia 1950 r. Struktura zawodowa i demograficzna ludności. Indywidualne gospodarstwa rolne. Polska. Warszawa: Główny Urząd Statystyczny, 1954.